# Corneliu Coposu
Corneliu Coposu (Nagyderzsida, 1914. május 20. - Bukarest, 1995.  november 11.) román politikus, szenátor, a Román Nemzeti Parasztpárt elnöke volt 1989 - 1995 között.

## Életrajza
Valentin Coposu görögkatolikus esperes és Aurelia Coposu gyerekeként született. Tanulmányait Balázsfalván kezdte, majd a kolozsvári jogi egyetemen tanult tovább. Az egyetem elvégzése után az "Új Románia" című lapnak volt a szerkesztőtársa.